# Georg Riedesel zu Eisenbach (Erbmarschall, 1657)

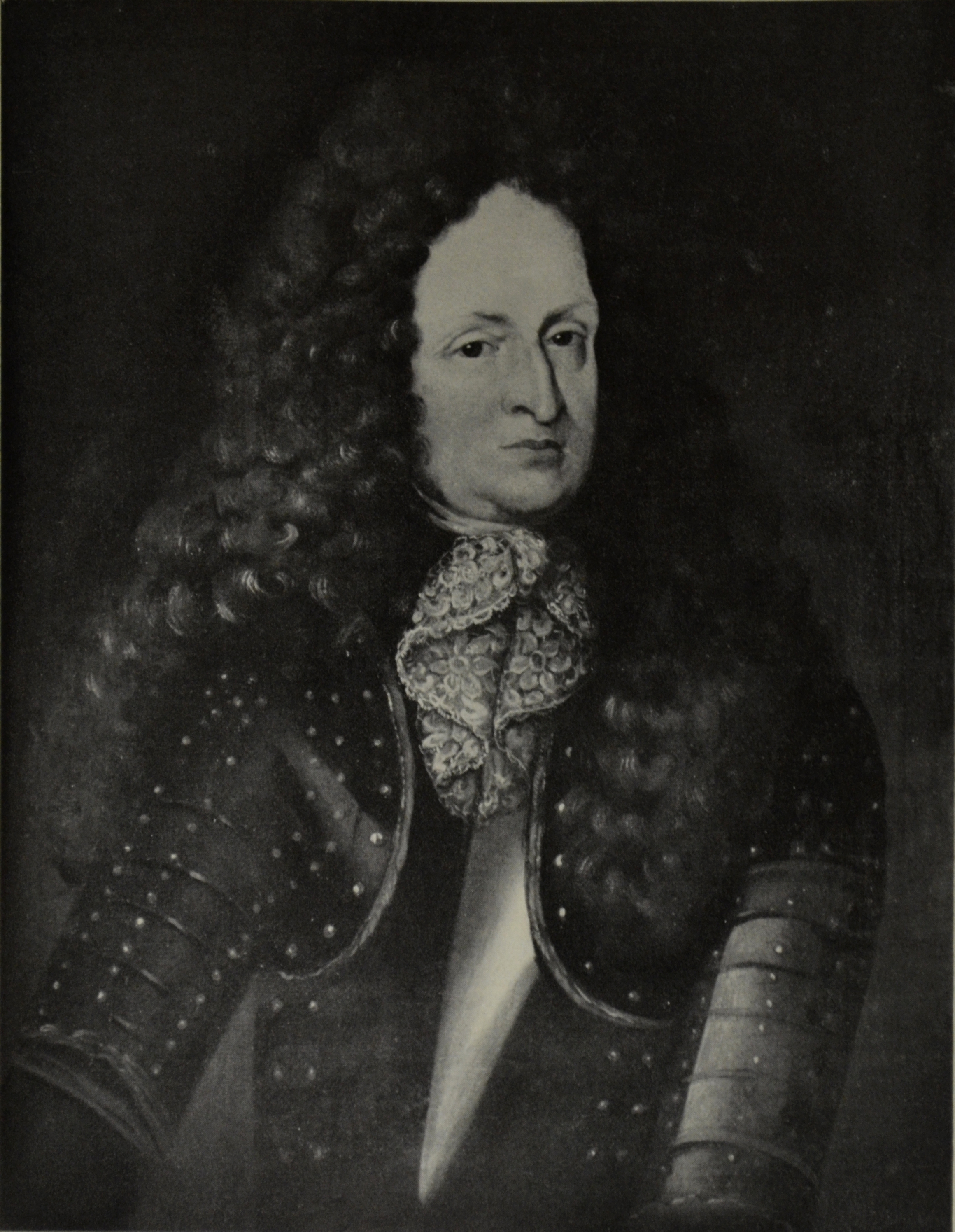
Georg Riedesel zu Eisenbach

Georg Riedesel zu Eisenbach (* 6. Mai 1657 in Lauterbach; † 30. März 1724 ebenda) aus dem Haus Burg der Freiherren Riedesel war ab 1707 Erbmarschall der hessischen Landgrafen.

## Familie
Georg Riedesel zu Eisenbach war ein Sohn des Johann Riedesel zu Eisenbach (1624–1691) und dessen erster Ehefrau Catharina Riedesel (aus der Hermannsburger Linie) (1628–1657). Sie starb in Folge von Georgs Geburt am 13. Mai 1657. Drei seiner Geschwister starben jung, lediglich der Bruder Hermann (1654–1677) erlebte das Erwachsenenalter.
Georg Riedesel heiratete 1686 Johannetta Amalie geborene Diede zum Fürstenstein (1661–1720), Tochter des Friedberger Burggrafen Hans Eitel Diede zum Fürstenstein. Aus der Ehe gingen vier Töchter und vier Söhne hervor. Alle Söhne starben im Kleinkindalter (Johann Carl war der langlebigste; er starb 1697 im Alter von drei Jahren). Von den Töchtern überlebten nur Anna Metta Catharina (1691–1747) und Catharina Eleonore (1703–1757) den Vater.

## Leben
Georg Riedesel studierte an den Universitäten Gießen und Tübingen Philosophie und Rechtswissenschaften. 1676 machte er eine Bildungsreise in die Niederlande und besuchte die Universität Leiden. Nachdem sein älterer Bruder 1677 in einem Gefecht gefallen war, beorderte ihn der Vater nach Hause.
1696 wurde er zum kurpfälzischen Kammerherren ernannt.
Nach dem Tod von Hermann Adolph Riedesel zu Eisenbach wurde er 1707 Erbmarschall und Regent der Herrschaft Riedesel. Im August 1698 führte er gemeinsam mit seinen Vettern die halbjährliche Familienkonferenz ein, auf der von da an bis zur Mediatisierung 1806 die Regierungsgeschäfte beschlossen wurden. Außenpolitisch strebte er ein gutes Verhältnis mit der Landgrafschaft Hessen-Darmstadt an. 1710 wurde er zum Hessen-Darmstädter Geheimrat ernannt. 1713 kam ein Staatsvertrag mit Hessen-Darmstadt zustande, der für die nächsten 90 Jahre das Verhältnis zum übermächtigen Nachbarn bestimmen sollte.